# 伯纳德·布朗
伯纳德·布朗（英語：Bernard B. Brown, 1898年7月24日—1981年2月20日）为一位美国音讯工程师和作曲家。

## 生平
布朗为很多里昂·施莱辛格影视早期制作由华纳兄弟发行的动画谱写乐谱，他曾赢得了1次奥斯卡最佳音响效果奖，并在这个奖项上获得了7次提名，此外他还被奥斯卡最佳视觉效果奖提名3次。自1930年至1958起他参与了超过520部电影的制作。

## 精选影视作品
约翰逊曾赢得了1次奥斯卡奖，并获得7次提名。
获奖：
- 假如明天来临（英语：When Tomorrow Comes (film)） (1939)[1]

提名（最佳音效）：
- 为君流尽相思泪（英语：That Certain Age） (1938)[2]
- 春季大欢庆（英语：Spring Parade） (1940)[3]
- 虚渡春宵（英语：Appointment for Love） (1941)[4]
- 天方夜谭（英语：Arabian Nights (1942 film)） (1942)[5]
- 歌剧魅影（英语：Phantom of the Opera (1943 film)） (1943)[6]
- 春之序曲（英语：His Butler's Sister） (1943)[7]
- 火车上的小姐（1945）[8]

提名（最佳视觉效果）：
- 来自锡拉丘兹的男孩们（英语：The Boys from Syracuse (film)） (1940)[3]
- 隐形人归来（英语：The Invisible Man Returns） (1940)[3]
- 隐形剂（英语：Invisible Agent） (1942)[5]